# 광주 화정 아이파크 외벽 붕괴 사고
광주 화정 아이파크 외벽 붕괴 사고는 2022년 1월 11일 대한민국 광주광역시 서구에서 공사중인 아파트 1개동에서 발생한 사고이다.

## 여파
2022년 1월 14일 실종자 1명(남성 60세)을 구조했지만 안타깝게 사망하였다.

경찰은 서구청을 압수수색하였다.
현대산업개발 정몽규 회장이 책임을 지고 사퇴하였다.

1월 20일 내부영상모습이 공개되었다.
2021년 1월 21일 부 정밀 수색의 분수령인 타워크레인 해체가 시작되었다. 타워크레인을 중심으로 동쪽 화정아이파크 1단지 입구, 기존에 대피령이 내려졌던 서편 주상복합아파트, 인근 문구도매상가, 다른 아파트 신축용 공터, 광주종합버스터미널 주차장 일부도 통제 위험 구역에 포함되었다.

2021년 1월 24일 경찰은 현대산업개발 현장소장 등 관계자 41명을 조사하고 이중 10명을 입건했다. 현대산업개발 본사 등 총 29곳에 대한 압수수색을 진행해 확보한 자료를 토대로 조사에 들어갔다.

2022년 1월 25일 추가 실종자를 발견하였다.
2022년 1월 27일 28층에서 실종자 추가 발견되었다.

2022년 1월 31일 광주 붕괴현장 28층 매몰자는 구조되었지만 숨진상태로 발견되었다.
2022년 2월 4일 광주 붕괴사고 5번째 매몰자 위치 추가 확인되었다. 실종자는 2명으로 파악되었다.

## 결과
HDC현대산업개발은 사고가 발생 다음달인 2022년 2월말 희생자 유족분들에 대한 보상절차를 마치고 같은해 10월 18일 입주예정자들과 협의해 이들에 대한 보상안을 마련했다. 현재 사고원인에 대해서는 재판절차가 진행 중이다. 

## 같이 보기
- 삼풍백화점 붕괴 사고
- HDC현대산업개발
- 서프사이드 콘도미니엄 빌딩 붕괴 사고
- 2021년 광주 학산빌딩 붕괴 사고
- 아이파크
- 로넌 포인트